# Der dritte Frühling – Freunde, Feinde, Fisch & Frauen
Der dritte Frühling – Freunde, Feinde, Fisch & Frauen (Originaltitel: Grumpier Old Men) ist eine US-amerikanische Filmkomödie aus dem Jahr 1995. Regie führte Howard Deutch, das Drehbuch schrieb Mark Steven Johnson. Der Film ist eine Fortsetzung der Komödie Ein verrücktes Paar aus dem Jahr 1993.

## Handlung
Die Handlung spielt sechs Monate nach dem Ende des Vorgängerfilms. Melanie Gustafson will Jacob Goldman heiraten und beide bereiten sich darauf vor. Max Goldman und John Gustafson streiten weniger als zuvor. Der Laden, in dem die Männer bisher viel Zeit verbracht haben, wird von Maria Ragetti und ihrer Mutter übernommen, die dort ein italienisches Restaurant eröffnen wollen.
Max und John versuchen, die Pläne der Ragettis zu vereiteln. Das Restaurant wird trotzdem eröffnet, hat jedoch zunächst nur wenig Gäste. Maria Ragetti redet auf Max ein, den Kleinkrieg zu beenden. Sie kommen sich näher. Nach einigen Turbulenzen heiraten sie schließlich und endlich.

## Kritiken
James Berardinelli schrieb auf ReelViews, die Fortsetzung sei nicht so witzig, spontan und amüsant wie der erste Film. Der Film sei „uninspiriert“; sogar der im ersten Film besonders gute Burgess Meredith spiele diesmal schlechter.
Das Lexikon des internationalen Films schrieb, der Film sei ein „matter Aufguß“. Das „geist- und witzlose“ Drehbuch schreibe „jede Menge Leerlauf vor“, die „guten Darsteller mühen sich vergeblich, die unlösbare Aufgabe, amüsante Unterhaltung zu produzieren, zu erfüllen.“
Prisma Online meinte: „Jahrzehnte zuvor hatte das Komiker-Duo Matthau/Lemmon Riesenerfolge mit Filmen, in denen sie sich gegenseitig nach Herzenslust angiften konnten, etwa in "Ein seltsames Paar" (1968) oder in Billy Wilders "Extrablatt" (1974). Mitte der 90er Jahre wurden die beiden Recken aus ihrem verdienten Ruhestand geholt. Erfolg hatten sie noch einmal mit "Ein verrücktes Paar - Alt verkracht und frisch verliebt", doch schon dieser Nachzieher (Kinotitel: "Der dritte Frühling") sackte in der Qualität merklich ab. Verglichen mit einem absolut traurigen Machwerk wie "Tango gefällig" (1997) ist er aber noch erträglich.“
Cinema war dagegen der Meinung, der Film übertreffe den ersten Teil „an Esprit“ und resümierte: „Doll: Altstars zünden ein Gagfeuerwerk“.

## Auszeichnungen
Jack Lemmon wurde im Jahr 1996 für den American Comedy Award nominiert. Alan Silvestri gewann 1996 den BMI Film Music Award.

## Hintergründe
Der Film wurde in verschiedenen Orten in Minnesota – darunter in Minneapolis und in Saint Paul – gedreht. Seine Produktionskosten betrugen schätzungsweise 25 Millionen US-Dollar. Der Film spielte in den Kinos der USA ca. 69,8 Millionen US-Dollar ein.